# Frédéric Gueguen
Frédéric Gueguen, né le 2 décembre 1970 à Brest, est un footballeur français évoluant au poste de gardien de but reconverti entraîneur.

## Biographie

### Joueur
Issu du centre de formation du Brest Armorique FC, Frédéric Gueguen y signe un contrat stagiaire à l'été 1989 et remporte la Coupe Gambardella en 1990. Il succède à Sergio Goycochea en 1991 à la suite de la relégation administrative du club en deuxième division. Il joue sept matchs en D2 avant le dépôt de bilan en décembre 1991. Reparti avec l'équipe réserve alors en D3, Gueguen, sous les couleurs du désormais Stade brestois 29, joue une saison complète en 3e division avant de partir pour l'EDS Montluçon.
En 2012, lors de l'élection du meilleur gardien de l'histoire du Stade brestois, Gueguen est cité parmi les 4 noms retenus aux côtés de Frédéric Cado, Steeve Elana et Ghislain Chauray.
Après une saison, il rejoint La Berrichonne de Châteauroux avec laquelle il remporte le Championnat de Division 2  en 1997. Il est le portier de la seule saison de l'histoire du club en D1 qui est aussi la sienne. Il joue son premier match au Parc des Princes contre le Paris SG le 2 août 1997 et en dispute 32 autres avant la relégation et le retour en D2,.
Parti jouer avec les Chamois niortais, Frédéric Gueguen fait une honnête saison de D2 1999-2000,.
Il joue ensuite deux saisons au Grenoble Foot 38 (71 matchs), d'abord sous contrat fédéral, puis comme professionnel après avoir été sacré champion de National en 2001. À la fin de la saison 2001-2002 il est le joueur grenoblois le mieux noté au classement des étoiles du magazine France Football.
Gueguen rejoint le Stade lavallois en 2002 avec un contrat de trois ans. En concurrence avec Jérôme Hiaumet, il y reste deux saisons et dispute 61 matchs.
En 2004, âgé de 33 ans et fort de 250 matchs au haut niveau, Gueguen rejoint le FC Rouen. Il n'y dispute qu'un match de Coupe de la Ligue (défaite 3-1 à Clermont) avant d'aller finir la saison et sa carrière en amateur à l'AS Brestoise.

### Entraîneur
En 2005, déjà gardien de but du club, Frédéric Gueguen devient l'entraîneur de l'Association sportive brestoise. L'année suivante, titulaire de son Brevet d'État d'éducateur sportif 1er degré (BEES), Gueguen s'engage pour deux ans comme entraîneur des gardiens de but de La Berrichonne de Châteauroux.
Arrivant en fin de contrat avec la Berrichonne et laissé libre, Gueguen s'engage avec le Tours FC pour la même mission. « Même si j'arrivais en fin de contrat, je ne m'y attendais pas. J'avais en tête les propos du Président qui était plutôt content de mon travail. Le maintien acquis, ne restait plus qu'à tomber d'accord sur le contrat ».
En 2009, Frédéric Gueguen, alors entraîneur des gardiens du Tours FC depuis un an, rejoint Le Havre AC pour combler le départ de Nicolas Dehon parti au PSG. Il rejoint l'entraîneur Cédric Daury, technicien à Châteauroux lors de son passage entre 2006-2008.
Son contrat non-renouvelé, il part du Havre en 2013 et s'offre une année sabbatique à Brest, sa ville natale. Il continue à entraîner des gardiens, ceux du Plouzané AC, club amateur finistérien.
En 2014, Frédéric Gueguen est nommé entraîneur général de l'USM Saran, club de DH Centre. Gueguen connaît alors sa première expérience d'entraîneur en chef. « C'était mon souhait. J'avais envie de connaître autre chose », avoue-t-il alors. « Au Havre notamment, Erick Mombaerts m'a sorti de mon rôle avec les gardiens pour me donner d'autres responsabilités. À Saran, je vais pouvoir essayer d'appliquer tout ce j'ai appris ».

## Palmarès
- Coupe Gambardella (1)
  - Vainqueur en 1990

- Division 2 (1)
  - Champion en 1997

- National (1)
  - Champion en 2001

## Statistiques
Ce tableau présente les statistiques de Frédéric Gueguen,,,.
| Saison                | Club                  | Championnat           | Championnat | Championnat | Coupe nationale | Coupe nationale | Coupe de la Ligue | Coupe de la Ligue | Total | Total |
| Saison                | Club                  | Division              | M.          | B.          | M.              | B.              | M.                | B.                | M.    | B.    |
| 1991-1992             | Stade brestois        | Division 2            | 7           | 0           | -               | -               | -                 | -                 | 7     | 0     |
| 1992-1993             | Stade brestois        | Division 3            | 32          | 0           | -               | -               | -                 | -                 | 32    | 0     |
| 1993-1994             | EDS Montluçon         | National 2            |             |             | -               | -               | -                 | -                 | 0     | 0     |
| 1994-1995             | EDS Montluçon         | National 2            |             |             | -               | -               | -                 | -                 | 0     | 0     |
| 1995-1996             | LB Châteauroux        | Division 2            | 23          | 0           | 2               | 0               | -                 | -                 | 25    | 0     |
| 1996-1997             | LB Châteauroux        | Division 2            | 25          | 0           | 3               | 0               | -                 | -                 | 28    | 0     |
| 1997-1998             | LB Châteauroux        | Division 1            | 33          | 0           | -               | -               | -                 | -                 | 33    | 0     |
| 1998-1999             | LB Châteauroux        | Division 2            | 37          | 0           | 2               | 0               | 1                 | 0                 | 40    | 0     |
| 1999-2000             | Chamois niortais      | Division 2            | 29          | 0           | -               | -               | 1                 | 0                 | 30    | 0     |
| 2000-2001             | Grenoble Foot 38      | National              | 28          | 0           | 3               | 0               | -                 | -                 | 31    | 0     |
| 2001-2002             | Grenoble Foot 38      | Division 2            | 38          | 0           | 1               | 0               | 1                 | 0                 | 40    | 0     |
| 2002-2003             | Stade lavallois       | Ligue 2               | 35          | 0           | -               | -               | -                 | -                 | 35    | 0     |
| 2003-2004             | Stade lavallois       | Ligue 2               | 26          | 0           | 2               | 0               | 1                 | 0                 | 29    | 0     |
| 2004                  | FC Rouen              | National              | -           | -           | -               | -               | 1                 | 0                 | 1     | 0     |
| Total sur la carrière | Total sur la carrière | Total sur la carrière | 313         | 0           | 13              | 0               | 5                 | 0                 | 331   | 0     |